# Perdonate il mio passato
Perdonate il mio passato (Pardon My Past) è un film statunitense del 1945 diretto da Leslie Fenton.